# Thomas Kuc
Thomas Nicholas Kuc (São Paulo, 10 de outubro de 2002) é um ator Brasileiro, nascido no Brasil e de origem polonesa. É conhecido por interpretar Hudson na sitcom da Nickelodeon Game Shakers e The Diabolical como Danny.

## Biografia
Thomas Kuc nasceu em São Paulo, filho de pais brasileiros de origem polonesa, se mudou para a Califórnia, nos Estados Unidos ainda criança. Sua irmã mais velha é Alma Kuc, ginasta da Equipe Olímpica Nacional Polonesa.

## Carreira
Ele em Game Shakers da Nickelodeon. Na série, ele interpreta um personagem nada inteligente, porém na vida real o ator é um poliglota, pois, além de português, também é fluente em outros 3 idiomas: polonês, mandarim (chinês) e inglês, idioma na qual a série Game Shakers é produzida .

## Filmografia

### Cinema e Televisão
| Ano       | Título         | Papel         |
| --------- | -------------- | ------------- |
| 2015-2019 | Game Shakers   | Hudson Gimble |
| 2015      | The Diabolical | Danny         |
| 2018      | Henry Danger   | Hudson Gimble |